# Laophonte longistylata
Laophonte longistylata är en kräftdjursart som beskrevs av Willey 1935. Laophonte longistylata ingår i släktet Laophonte och familjen Laophontidae. Inga underarter finns listade i Catalogue of Life.